# Ctenoplectra vagans
Ctenoplectra vagans är en biart som beskrevs av Cockerell 1904. Ctenoplectra vagans ingår i släktet Ctenoplectra och familjen långtungebin. Inga underarter finns listade i Catalogue of Life.